# Out of Sight
Out of Sight (titulada Un romance muy peligroso en España y Un romance peligroso en Argentina y Perú) es una película policial-romántica estrenada el 26 de junio de 1998 en Estados Unidos, el 16 de octubre del mismo año en España y el 12 de diciembre del mismo año en Argentina, protagonizada por George Clooney y Jennifer López, dirigida por Steven Soderbergh y basada en la novela homónima (titulada en España Tú ganas, Jack) de Elmore Leonard.

## Argumento
Jack Foley (George Clooney) es un meticuloso ladrón de bancos que explota su encanto personal constantemente, incluso cuando comete uno de sus perfectos robos. Sin embargo, durante una de sus operaciones el coche que utiliza para la huida se estropea y es detenido por la policía y posteriormente condenado a treinta años de cárcel. Jack, no dispuesto a rendirse, planea su fuga mientras está en prisión.
En el aparcamiento de la cárcel le esperará su amigo Buddy (Ving Rhames) para ayudarle en su propósito. Por allí también aparecerá la agente Karen Sisco (Jennifer Lopez) a la que secuestrarán y usarán como rehén. Luego con su compañero Glenn prepararán un trabajo para hacerse con cinco millones de dólares en diamantes. Sin embargo, hay algo que Jack no ha tenido en cuenta para este trabajo y es que se sentirá profundamente atraído por la bella Karen.

## Reparto
- George Clooney (Jack Foley)
- Jennifer López (Karen Sisco)
- Steve Zahn (Glenn Michaels)
- Catherine Keener (Adele)
- Ving Rhames (Buddy Bragg)
- Don Cheadle (Maurice Miller)
- Dennis Farina (Marshall Sisco)

## Recepción
Según la página de Internet Rotten Tomatoes obtuvo un 93% de comentarios positivos, llegando a la siguiente conlusión: "En esta excelente adaptación de la novela de Elmore Leonard, Clooney y López obtienen su mejor química vista en pantalla". Destacar el comentario del crítico cinematográfico Emanuel Levy: 

"La obra más ambiciosa y lograda de Steven Soderberg hasta la fecha".
Emanuel Levy.

Según la página de Internet Metacritic obtuvo críticas positivas, con un 85%, basado en 30 comentarios de los cuales 26 son positivos. Recaudó 37 millones de dólares en Estados Unidos. Sumando las recaudaciones internacionales la cifra asciende a 77 millones. El presupuesto invertido en la producción fue de aproximadamente 48 millones.

## Exteriores
Out of Sight se rodó entre el 1 de octubre de 1997 y el 12 de enero de 1998 en exteriores de Estados Unidos: Los Ángeles, Detroit, Miami y Palm City. Así mismo se rodaron escenas en los Universal Studios.

## DVD
El DVD de Out of Sight salió a la venta en 1999 en Estados Unidos. El disco contiene menús interactivos, acceso directo a escenas , subtítulos y audio en múltiples idiomas, escenas eliminadas, fotografías de la producción, música de la película y un documental titulado : Inside Out of Sight, que incluye entrevistas con algunos de los actores de la película. En España salió a la venta en 1999, en formato DVD. El disco contiene menús interactivos, acceso directo a escenas, subtítulos y audio en múltiples idiomas, filmografías, tráiler, notas de producción, escenas eliminadas y making of.